# ARC (format de fichier)
Pour les articles homonymes, voir Arc.
Le ARC est un format de fichier de compression sans perte développé par SEA (System Enhancement Associates), très utilisé avant l'apparition du format ZIP. Le programme s'appelait également ARC.
Le nom est une abréviation du mot archive.